# Мумијина гробница
Мумијина гробница (енгл. The Mummy's Tomb) амерички је црно-бели хорор филм из 1942. године, режисера Харолда Јанга, са Лоном Чејнијем млађим, Диком Фораном, Џоном Хабардом, Елиз Нокс, Воласом Фордом и Џорџом Зуком у главним улогама. Представља директан наставак филма Мумијина рука (1940) и радња је смештена 30 година након догађаја из претходног дела. Ово је први филм у серијалу у коме улогу мумије тумачи Лон Чејни мл, који се годину дана раније прославио насловном улогом у филму Вукодлак.
Снимање је почело 1. јуна 1942, а завршило се средином истог месеца. Филм је премијерно приказан 23. октобра 1942, у дистрибуцији продукцијске куће Јуниверсал пикчерс. Добио је осредње оцене критичара, слабије од претходна два дела. У својој рецензији критичар П. С. Харисон наводи да се у филму „дешава много тога, али ништа што би изненадило љубитеље хорора”.
Године 1944. снимљен је нови наставак под насловом Мумијин дух.

## Радња
Тридесет година након догађаја из претходног дела, Андохеб шаље сбог следбеника Мехмед-бега и мумију Кариса у Масачусетс да се освети професору Банингу и његовој породици.

## Улоге
| Глумац           | Улога               |
| ---------------- | ------------------- |
| Лон Чејни мл.    | Карис               |
| Дик Форан        | проф. Стивен Банинг |
| Џон Хабард       | др Џон Банинг       |
| Елиз Нокс        | Изобел Еванс        |
| Волас Форд       | Бејб Хансон         |
| Турхан Бег       | Мехмед-бег          |
| Џорџ Зуко        | Андохеб             |
| Мери Гордон      | Џејн Банинг         |
| Клиф Кларк       | шериф               |
| Вирџинија Брисак | Ела Еванс           |
| Пол Е. Бернс     | Џим                 |
| Френк Ричер      | проф. Метју Норман  |
| Емет Воган       | мртвозорник         |
| Хари Кординг     | Вик                 |
| Френк Даријен    | старац              |
| Глен Стрејнџ     | фармер              |